# Ylide
Ein Ylid ist ein inneres Salz, bei dem ein anionisches Zentrum einer kationischen Gruppe direkt benachbart ist und durch diese stabilisiert wird.

## Geschichte
Die ersten Ylide wurden bereits 1894 von Michaelis und Gimborn synthetisiert, jedoch nicht als solche erkannt. In der Folge erfolgte die erste bewusste Synthese und Isolierung eines Ylids 1919 durch Staudinger und Meyer.

## Struktur
Viele Eigenschaften von Yliden lassen sich auf die besondere elektronische Struktur der zentralen ylidischen Bindung zurückführen. Diese Bindung kann auf verschiedene Arten beschrieben werden. Zum einen als Zwitterion, mit sowohl kovalentem („-yl“) als auch ionischem („-id“) Charakter der Bindung. Das Molekül entspricht dabei einem Zwitterion mit einer Ladungstrennung zwischen einer Oniumgruppe (zum Beispiel Phosphonium) und einem direkt benachbarten anionischen Zentrum, wie einem Carbanion. Die Stabilisierung erfolgt dabei durch negative Hyperkonjugation der negativen Ladung des anionischen Zentrums in ein antibindendes σ*-Orbital der Oniumgruppe zu einem ihrer Substituenten. Daraus resultiert die Beschreibung in einer mesomeren Grenzstruktur mit einem Doppelbindungscharakter zwischen der Oniumgruppe und dem anionischen Zentrum.

Die ylidische Struktur eines P-Ylids (links) mit seiner mesomeren No-Bond-Resonanzstruktur.

In der Vergangenheit spielte weiterhin die Beschreibung als Ylen mit alkylischem („-yl“) und kovalentem Doppelbindungscharakter („-en“) eine Rolle. In dieser Struktur wird allerdings die Oktettregel verletzt. Diese Verletzung wurde mit einer Beteiligung der d-Orbitale der Oniumgruppe erklärt. Allerdings konnten computerchemische Untersuchungen zeigen, dass diese lediglich eine untergeordnete Rolle spielt.
In neueren Veröffentlichungen wird zudem die Beschreibung als phosphanstabilisiertes Carben vorgeschlagen und ausführlich diskutiert.

Die veraltete Beschreibung eines P-Ylids als Ylen.
Die Beschreibung eines P-Ylids als phosphanstabilisiertes Carben.

## Synthese von Yliden
Insbesondere die Synthese von P- und S-Yliden erfolgt in der Regel durch Deprotonierung der entsprechenden Phosphonium- beziehungsweise Sulfoniumsalze in α-Position zur Oniumgruppe. Es sind allerdings auch andere Syntheserouten bekannt. Beispielsweise können N-Ylide durch die Reaktion von Carbenkomplexen mit Aminen erhalten werden. Die Synthese von Br-Yliden kann hingegen durch die Umsetzung von geeigneten Brom(III)-Precursoren mit Bis(perfluoaralkylsulfon)methylen erfolgen. Die so erhaltenen Br-Ylide reagieren wiederum mit Arylchloriden oder -iodiden zu den entsprechenden Cl- oder I-Derivaten.

## Arten von Yliden
In einer Vielzahl von Yliden fungiert ein Kohlenstoffatom als anionisches Zentrum. Diese Verbindungen werden entsprechend dem Zentralatom der Oniumgruppe beispielsweise als P-, S- oder As-Ylide bezeichnet.

### P-Ylide
Mit Yliden sind umgangssprachig häufig Phosphor-Ylide (auch als Phosphorane bezeichnet) gemeint. Es handelt sich dabei um phosphororganische Verbindungen, in denen das Phosphoratom die Oxidationsstufe +V hat. Anwendung finden P-Ylide insbesondere in der Wittig-Reaktion. Meist werden sie nicht hierbei isoliert, sondern in situ hergestellt und direkt mit einem Aldehyd umgesetzt, welches schließlich die Methylengruppe des Ylids erhält (d. h., aus C=O wird C=CH2). Diese Reaktion und ihre Variationen (zum Beispiel Horner-Wadsworth-Emmons-Reaktion) werden in einer Vielzahl industrieller Prozesse als Schlüsselschritt angewandt (zum Beispiel in der Vitaminsynthese).
Schmidbaur erkannte als erster, dass P-Ylide aufgrund ihrer Donoreigenschaften (negative Ladung des Carbanions) als Liganden für Metalle geeignet sind. Ihm gelang auch erstmals die Isolierung des Trimethylmethylenphosphorans (Me3P=CH2), einer extrem reaktiven Verbindung.

### S-Ylide
Eine zweite wichtige Klasse an Yliden sind die S-Ylide. Diese lassen sich in Sulfonium-Ylide der Form R2S+–C−R2 mit Schwefel in der Oxidationsstufe +III und Sulfoxonium-Ylide der Form R2(O)S+–C−R2 mit einem Schwefelatom in der Oxidationsstufe +V unterteilen. Insbesondere Sulfoniumylide finden Anwendung in der Johnson-Corey-Chaykovsky-Reaktion oder treten in der Swern-Oxidation als Intermediat auf.

Struktur eines Sulfonium-Ylids
Struktur eines Sulfoxonium-Ylids

### N-Ylide
Als nach den P- und S-Yliden wichtigste Art von Yliden gelten die N-Ylide. Diese weisen eine große strukturelle Vielfalt auf. So ist in den Ammonium-Yliden, die strukturell den P-Yliden gleichen, der Stickstoff tetravalent und sp3-hybridisiert. Dem Gegenüber stehen die Azomethin-, Pyridinium- und Triazolium-Ylide. In diesen ist der Stickstoff trivalent und sp2-hybridisiert.

Struktur eines Ammonium-Ylids
Struktur eines Azomethin-Ylids
Struktur eines Pyridinium-Ylids

### Weitere einfache Ylide
Es sind noch weitere Ylide von Hauptgruppenelementen in der Oniumgruppe bekannt, zum Beispiel mit Arsen (As-Ylide), Antimon (Sb-Ylide), Selen (Se-Ylide) oder Halogenen (Halogen-Ylide).

Struktur eines As-Ylids
Struktur eines Sb-Ylids
Struktur eines Se-Ylids
Struktur von Halogen-Yliden (X = Cl, Br, I)

Neben diesen gibt es allerdings noch eine Vielzahl an weiteren funktionellen Gruppen, in denen ein anderes Element als Kohlenstoff das anionische Zentrum bildet. So können beispielsweise die S–O-Bindungen in Sulfoxiden oder Sulfonen als ylidisch aufgefasst werden. Als anionische Zentren fungieren in diesen Fällen die Sauerstoffatome. Dasselbe gilt ebenfalls für Phosphanoxide.

Ylidische Schreibweise eines Phosphanoxids
Ylidische Schreibweise eines Sulfoxids

### Bisylide
Eine weitere Klasse von Yliden sind die Bisylide. Bei diesen Verbindungen ist ein zweifach negativ geladenes Carbanion mit zwei Oniumgruppen substituiert. Auch diese Verbindungen sind entsprechend neutral geladen. Handelt es sich bei beiden Oniumgruppen um Phosphoniumgruppen, werden diese Verbindungen auch als Carbodiphosphorane bezeichnet, allerdings sind auch sulfonium- und phosphonium-/sulfonium gemischtsubstituierte Bisylide bekannt. Auch Seloniumgruppen können zur Stabilisierung der Verbindung eingesetzt werden. Weiterhin können stark gebogene Allene auch als Bisylide (Carbodicarbene) aufgefasst werden.

Struktur von phosphonium-substituierten Bisyliden (Carbodiphosphoranen)
Struktur von phosphonium-/sulfonium-substiituierten Bisyliden
Struktur von sulfonium-substituierten Bisyliden
Ein Allen (links) gegenüber einem gebogenen Allen in ylidischer Schreibweise (rechts)

### Yldiide

Struktur eines Yldiids

In Yldiiden, teilweise auch als metallierte Ylide bezeichnet, wird ein zweifach negativ geladenes Carbanion im Gegensatz zu Bisyliden nur durch eine Oniumgruppe stabilisiert. Diese Verbindungen sind entsprechend anionisch. Als Gegenion fungieren dabei Alkalimetallkationen. Yldiide eignen sich zur Einführung von Ylidsubstituenten durch Salzmetathesereaktionen.

## Verwendung

Struktur eines amino(ylid)substituierten Carbens

Besondere Bekanntheit haben P-Ylide durch ihren Einsatz als Reagenzien zur C=C-Bindungsknüpfung in der Wittig-Reaktion, für die ihr Entdecker Georg Wittig 1979 mit dem Nobelpreis für Chemie ausgezeichnet wurde. S-Ylide werden hingegen hauptsächlich in der Johnson-Corey-Chaykovsky-Reaktion in der Synthese von Epoxiden, Aziridinen und Cyclopropanen verwendet. Neben diesen Anwendungen dienen Ylide beispielsweise in ylidsubstituierten Carbenen oder deren schwereren Homologen jedoch auch als Liganden. Durch den Elektronenreichtum des ylidischen Kohlenstoffatoms werden so besonders starke σ-Donoren erhalten. Auch ylidsubstituierte Phosphane zeichnen sich durch besonders starke Donorliganden aus. Ebenso gibt es eine Vielzahl an Beispielen von ylidsubstituierten Übergangsmetallkomplexen.